# Erebia koszhantschikovi
Erebia koszhantschikovi är en fjärilsart som beskrevs av Scheljushko 1925. Erebia koszhantschikovi ingår i släktet Erebia och familjen praktfjärilar. Inga underarter finns listade i Catalogue of Life.